# Redcross
Redcross (iriska: An Chrois Dhearg) är en ort i republiken Irland.   Den ligger i grevskapet Wicklow och provinsen Leinster, i den östra delen av landet, 50 km söder om huvudstaden Dublin. Redcross ligger 76 meter över havet och antalet invånare är 241.
Terrängen runt Redcross är platt österut, men västerut är den kuperad.  Närmaste större samhälle är Wicklow, 11,8 km nordost om Redcross. Trakten runt Redcross består i huvudsak av gräsmarker.